# Jan-Larsatjärnen
Jan-Larsatjärnen är en sjö i Vindelns kommun i Västerbotten och ingår i Umeälvens huvudavrinningsområde. Sjön har en area på 0,169 kvadratkilometer och ligger 220,3 meter över havet.

## Delavrinningsområde
Jan-Larsatjärnen ingår i det delavrinningsområde (717345-166995) som SMHI kallar för Utloppet av Yttre Småträsket. Medelhöjden är 238 meter över havet och ytan är 13,97 kvadratkilometer. Räknas de 48 avrinningsområdena uppströms in blir den ackumulerade arean 554,99 kvadratkilometer. Åman som avvattnar avrinningsområdet har biflödesordning 3, vilket innebär att vattnet flödar genom totalt 3 vattendrag innan det når havet efter 159 kilometer. Avrinningsområdet består mestadels av skog (82 procent). Avrinningsområdet har 1,82 kvadratkilometer vattenytor vilket ger det en sjöprocent på 13,1 procent.